# Pitaloosie Saila
Pitaloosie Saila, ou ᐱᑕᓗᓯ ᓯᓚ en inuktitut,  (née le 11 août 1942 à Kinngait dans les Territoires du Nord-Ouest (actuellement Nunavut) au Canada et morte le 24 juillet 2021) est une artiste inuk.

## Biographie
Elle naît à Kinngait au Nunavut, mais son enfance se passe dans différents hôpitaux au Québec et en Ontario à cause d'une tuberculose. C'est ainsi qu'elle apprend l'anglais et qu'elle agit à titre de traductrice pour ses voisins. Elle explique qu'il lui a été difficile de réapprendre l'inuktitut quand elle s'est réinstallée sur l'île de Baffin en 1957, à 15 ans.
Elle commence à dessiner au début des années 1960 et développe immédiatement un style qui lui est très personnel. Elle participe à la collection annuelle de gravures de Kinngait à partir de 1968. 
Elle épouse le sculpteur Pauta Saila.
À partir de la fin des années 1960, elle fait de nombreux voyages dans le Sud pour assister à des expositions, des conférences et des vernissages. En 1967, elle vit à nouveau quelque temps à Toronto, puis à Halifax, à Ottawa, à Kansas City et au Vermont.

## Reconnaissances
En 1977, les postes canadiennes utilisent son estampe Rêve de pêcheur sur un timbre. En 1983, son estampe Vierge de l'Arctique est choisie pour illustrer une carte postale de l'UNICEF. En 1985, sa gravure Dans les collines représente les Territoires du Nord-Ouest lors de la célébration du centenaire des parcs nationaux du Canada. 
En 2004, elle est élue membre de l’Académie royale des arts du Canada.

## Expositions
Ses œuvres sont présentées dans les plus importantes expositions d'art inuit, en particulier l'exposition sur l'estampe inuit qui présentée à Paris en 1980 et l'exposition au Musée des beaux-arts de l'Ontario sur Les Traditions en 1985. Amnistie Internationale utilise une de ses œuvres, Mère et enfant, comme carte de Noël en 1990. Ses œuvres servent de support aux explications et démonstrations de la traduction du dessin à l'estampe pour l'exposition fondamentale de la Fondation Mac Michael (1991) In Cape Dorset we do it this way. Elle figure également dans l'exposition "Women of the North" par la Galerie Marion Scott à Vancouver en 1992. Elle est l'une des artistes de l'exposition Isumavut: the "Artistic Expression of Nine Cape Dorset Women" au Musée canadien des civilisations en 1994. Elle illustre une rétrospective sur les 40 premières années d’activité de l’Atelier de gravure de Cape Dorset (1960-2000) : exposition Malbodium Museum 2001 (avec catalogue).
En 1974 et 1981, ses œuvres font l'objet d'expositions rétrospectives.
Elle est dans les plus importantes collections d'art inuit telles que celles du Musée des beaux-arts de Montréal, de la Winnipeg Art Gallery, du Musée canadien de l'histoire de Gatineau, de la collection de la famille Klamer et du ministère des Affaires indiennes et du Nord canadien (anciennement le département des Affaires Indiennes et du Nord). Elle illustre le livre Art inuit (C. Baud et al., Éditions Fragments, 1997 +
2006) de Ingo Hessel et  Douglas et Mc Intyre 1998 Inuit Art, an Introduction no 48.